# ققنوس سرخ

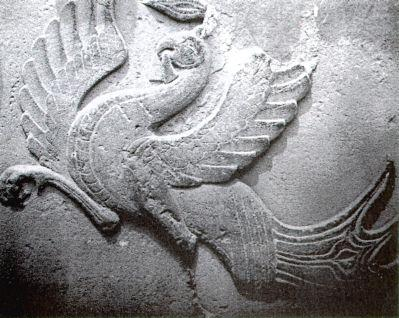
تصویر از مقبره سن، در سیچوان بازمانده از روزگار سلسله هان

ققنوس سرخ یا پرنده سرخ، در اساطیر چین نماد جنوب و مورد نیایش بود. ققنوس بعدها جای خود را به قرقاول داد. این پرنده در نقش‌ها دارای منقار خمیده، پنجه بلند و تیز به شکل پرندهٔ شکاری بود. این پرنده یاری دهنده کشاورزان مزارع خشک جنوبی به‌شمار می‌آمد.
از آنجا که این پرنده به رنگ شنگرف (شنگرفی) است، به وی پرنده شنگرف نیز گفته می‌شود.